# A.H. Vedels Plads
A. H. Vedels Plads er en gade på den nordlige ende af Nyholm i København, opkaldt efter viceadmiral Aage Helgesen Vedel. Under Besættelsen var Vedel en af de ledende skikkelser bag sænkningen af den danske flåde den 29. august 1943 for at forhindre, at skibene faldt i tyskernes hænder. Gaden blev navngivet i 1996.

## Bygninger på gaden
Ved A. H. Vedels Plads ligger flere af Holmens centrale bygninger. Marinekasernen, opført i 1908-1910, blev designet af arkitekt Valdemar Birkmand og fungerede som indkvartering for personellet på Holmen. Til kasernen hører et arresthus, opført i 1890'erne og tegnet af C.T. Andersen.
I kasernens gård findes et mindesmærke for Slaget på Reden (1801), skabt af Thorvald Bindesbøll i 1902. Foran kasernen står desuden en buste af kong Frederik IX, som blev opstillet i 1975 af De Allieredes Danske Våbenfæller.
En af de ældste bygninger på pladsen er Hovedvagten (en), opført i 1745 af arkitekten Philip de Lange. Over hovedindgangen ses en stor kongekrone med et ur, skænket af kong Frederik V. Hovedvagten anvendes ikke længere til sit oprindelige formål, men har tidligere været til rådighed for Søværnets chefer.

## Mastekranen og skibsbyggeri
Ved kajen står den imponerende mastekran (en), opført i 1751 og designet af Phillip de Lange. Kranen blev anvendt til at montere master på skibene og er en robust konstruktion med dybe trækonstruktioner i jorden for stabilitet. I kranens øverste del, "hornet", er bjælkerne bundet sammen med tovværk, hvilket gør strukturen elastisk.
Bag kranen ligger en bygning fra 1760'erne, der blev anvendt til fremstilling af spanter til skibsbyggeri. Denne bygning, kendt som "Planen", blev delvist bevaret, men er stærkt ombygget og bruges i dag som idrætshal.
Til skibsbygningen hørte også en udsigtspavillon, hvorfra man kunne overvære søsætningerne. Pavillonen blev tegnet af Nicolas-Henri Jardin, men revet ned i 1870'erne.

## Søværnets radiostation
Fra 1908 havde Søværnet en radiostation på Frederiksholm, sandsynligvis en af verdens første kystradiostationer. Bygningen blev i 2003 flyttet til hjørnet af Spanteloftvej og fungerer nu som museum under navnet OXA, stationens oprindelige kaldesignal.